# Аеродром Суботица
Аеродром Суботица (: , : ), познат и као аеродром Биково, је спортски аеродром недалеко од града Суботице у Војводини, у Србији.

## Опште информације
Налази се шест километара југоисточно од Суботице. Аеродром се користи за спортско-школско и тренажно летење авиона и једрилица, као и скокове падобранаца. Пилотажне зоне размештене су у правилном троуглу око аеродрома. Једриличарска зона за висине изнад 1200 m ограничена је на западу линијом која спаја језеро Палић и Србобран, због близине ваздушног пута који води ка излазној тачки Келебија.

## Техничке информације
Висина школског круга за авионе је 300 m, а за једрилице 200 m. Маршрутни летови и прелети, као и летови ван аеродромске зоне, најављују се најмање дан раније Центру за одобравање летова СМАТСА.

## Управа
Надлежна метеоролошка служба је на аеродрому Никола Тесла у Београду. Исхрана и преноћиште може да се обезбеди у хотелима у Суботици и на Палићу, као и на самом аеродрому у сезони интензивног летења и летачких обука.